# Ato Institucional n.º 16
O Ato Institucional Número Dezesseis (AI-16) foi baixado pela junta militar que assumiu o Poder Executivo em 14 de outubro de 1969.
O Ato Institucional Número Dezesseis, ou AI-16, foi editado em 14 de outubro de 1969. Declarou vagos os cargos de presidente e vice-presidente da República, marcando para o dia 25 seguinte a eleição presidencial indireta pelo Congresso Nacional, em sessão pública e por votação nominal. Fixou também o fim do mandato do presidente eleito em 15 de março de 1974, e prorrogou os mandatos das mesas da Câmara e do Senado até 31 de março de 1970.